# Reconnaissance du renard

Reconnaissance du renard est un conte japonais.

## Contexte
Le renard, kitsune dans la tradition japonaise, incarne l'esprit du mal. Tous sauf un, Inari, qui accompagne la divinité de l'agriculture. On dit que les renards japonais ont adopté certaines mœurs des humains. En particulier celles concernant le mariage.